# Abbot’s Tower

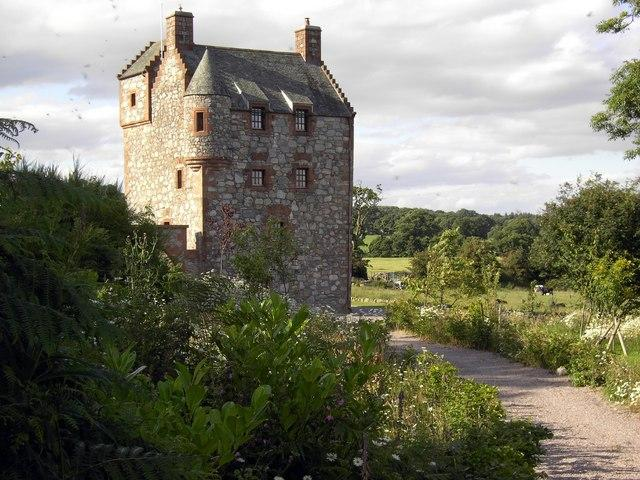
Abbot’s Tower 2008

Abbot’s Tower ist ein Wohnturm bei New Abbey in der schottischen Council Area Dumfries and Galloway. Den Turm aus den 1580er-Jahren, der ursprünglich bis etwa 1627 genutzt wurde, ließ Peter Kormylo Anfang der 1990er-Jahre restaurieren; er dient heute als Privathaus.
Nicht verwechseln darf man diesen Wohnturm mit dem Abbot’s Tower auf dem englischen Alnwick Castle.